# Nissan Wingroad
O  Wingroad  é uma perua de porte médio da Nissan.